# McGregor (Minnesota)
McGregor is een plaats (city) in de Amerikaanse staat Minnesota, en valt bestuurlijk gezien onder Aitkin County.

## Demografie
Bij de volkstelling in 2000 werd het aantal inwoners vastgesteld op 404.
In 2006 is het aantal inwoners door het United States Census Bureau geschat op 393, een daling van 11 (-2.7%).

## Geografie
Volgens het United States Census Bureau beslaat de plaats een oppervlakte van
5,4 km², waarvan 5,1 km² land en 0,3 km² water. McGregor ligt op ongeveer 375 m boven zeeniveau.

## Plaatsen in de nabije omgeving
De onderstaande figuur toont nabijgelegen plaatsen in een straal van 36 km rond McGregor.